# UEFA Nations League 2024–25
UEFA Nations League 2024-2025 va fi al patrulea sezon al UEFA Nations League, o competiție internațională de fotbal cu asociații care implică echipele naționale masculine ale asociațiilor membre ale UEFA. Competiția se va desfășura din septembrie până în noiembrie 2024 (faza grupelor), martie 2025 (sferturile de finală ale Ligii A și barajele pentru promovare/retrogradare) și iunie 2025 (finalele Ligii Națiunilor).
Spania este campioana en-titre, după ce a câștigat finala din 2023.

## Program
Mai jos este programul UEFA Nations League 2024–25. 
| Etapă                                                                      | Rundă                    | Fereastra FIFA       |
| -------------------------------------------------------------------------- | ------------------------ | -------------------- |
| Faza grupelor                                                              | Ziua 1                   | 2-10 septembrie 2024 |
| Faza grupelor                                                              | Ziua 2                   | 2-10 septembrie 2024 |
| Faza grupelor                                                              | Ziua 3                   | 7-15 octombrie 2024  |
| Faza grupelor                                                              | Ziua 4                   | 7-15 octombrie 2024  |
| Faza grupelor                                                              | Ziua 5                   | 11-19 noiembrie 2024 |
| Faza grupelor                                                              | Ziua 6                   | 11-19 noiembrie 2024 |
| Sferturile de finală ale Ligii A și play-off pentru promovare/retrogradare | Meciul tur               | 17-25 martie 2025    |
| Sferturile de finală ale Ligii A și play-off pentru promovare/retrogradare | Meciul retur             | 17-25 martie 2025    |
| Finale                                                                     | Semifinale               | 2-10 iunie 2025      |
| Finale                                                                     | Finala pentru locul trei | 2-10 iunie 2025      |
| Finale                                                                     | Finala                   | 2-10 iunie 2025      |